# فيليكس فيلكينهاوسين
فيليكس فيلكينهاوسين (12 ديسمبر 1908 - 20 أبريل 1980) لاعب كرة قدم بلجيكي راحل كان يجيد اللعب في خط الدفاع.
لعب طوال مسيرته الرياضية في نادي يونيون سان غال (1926-1943).
مثل منتخب بلجيكا في 4 مباريات (1934). شارك مع منتخب بلجيكا في بطولة كأس العالم 1934 في إيطاليا حيث خرج من الدور الثمن النهائي.

## وصلات خارجية
- فيليكس فيلكينهاوسين على موقع الاتحاد الدولي (مؤرشف)  (الإنجليزية)
- فيليكس فيلكينهاوسين على موقع الاتحاد البلجيكي (الإنجليزية)
- فيليكس فيلكينهاوسين على موقع قاعدة بيانات كرة القدم.إي يو (الإنجليزية)
- فيليكس فيلكينهاوسين على موقع ناشيونال فوتبول تيمز (الإنجليزية)
- فيليكس فيلكينهاوسين على موقع Soccerway.com (الإنجليزية)
- فيليكس فيلكينهاوسين على موقع عالم كرة القدم.نت (الإنجليزية)

- هذا سيرة ذاتية